# Énergie hydroélectrique
Ne doit pas être confondu avec Énergie hydraulique.
« Hydroélectricité » redirige ici. Ne pas confondre avec Hygroélectricité.
L'énergie hydroélectrique, ou hydroélectricité, est une énergie électrique renouvelable qui est issue de la conversion de l'énergie hydraulique en électricité. L'énergie cinétique du courant d'eau, naturel ou généré par la différence de niveau, est transformée en énergie mécanique par une turbine hydraulique, puis en énergie électrique par une génératrice électrique synchrone.
En 2024, la puissance installée des centrales hydroélectriques atteint 1 443 GW, en hausse de 1,7 %, produisant environ 4 578 TWh, soit 45,1 % de la production mondiale d'électricité renouvelable et 14,2 % de la production mondiale d’électricité.
Les atouts de l'hydroélectricité sont son caractère renouvelable, son faible coût d'exploitation et ses faibles émissions de gaz à effet de serre ; la capacité de stockage de ses réservoirs contribue à la compensation des variations de la demande ainsi que de celles des sources d'énergies intermittentes (énergie éolienne, énergie solaire). Elle a toutefois des impacts sociaux et environnementaux, particulièrement dans le cas des barrages implantés dans les régions non montagneuses : déplacements de population, éventuellement inondations de terres arables, fragmentation et modifications des écosystèmes aquatique et terrestre, blocage des alluvions, etc.
Les principaux producteurs d'hydroélectricité en 2024 sont la Chine (30,4 %), le Brésil (9,3 %), le Canada (7,7 %), les États-Unis (5,4 %) et la Russie (4,7 %), dont les centrales figurent parmi les plus puissantes. La part de l'hydroélectricité dans la production d'électricité atteint, en 2024, 88,3 % en Norvège, 87,4 % au Vénézuela, 75,9 % au Laos, 65,7 % en Équateur, 56,9 % en Colombie, 55,9 % en Suisse, 55,4 % au Brésil, 53,9 % au Canada, 53,8 % en Autriche et 52,9 % en Nouvelle-Zélande.

## Techniques

Vue en coupe d'une turbine hydraulique couplée à un générateur électrique.
A : générateur avec 1 : stator et 2 : rotors réglables.
B : turbine : avec 3 : vannes, 4 : pales turbine, 5 : flux d'eau et 6 : axe de rotation.

L'énergie électrique est produite par la transformation de l'énergie cinétique de l'eau en énergie électrique par l'intermédiaire d'une turbine hydraulique couplée à un générateur électrique. Pour les barrages par accumulation, la quantité d'énergie disponible, sur une période donnée, dans la réserve d'eau d'un barrage dépend de son volume, des apports et pertes naturels sur la période et de la hauteur de chute. Pour les barrages au fil de l'eau, la quantité d'énergie produite est directement liée au débit (m3/s, m3/h, m3/j, m3/an).
Il existe quatre grands types de turbines :
- la turbine Pelton, adaptée aux hautes chutes, avec une roue à augets, inventée par Lester Allan Pelton en 1879. Elle est conçue pour les hauteurs de chute de plus de 200 mètres ;
- la turbine Francis, plutôt montée pour des chutes moyennes, voire hautes, avec une roue à aubes simple ou double. Conçue par James B. Francis en 1868 ;
- la turbine Kaplan, inventée en 1912, parfaitement adaptée aux basses chutes et forts débits, avec une roue de type hélice, comme celle d'un bateau. Viktor Kaplan a mis au point une roue à hélice dont les pales peuvent s'orienter en fonction des débits utilisables ;
- la turbine Wells, assez peu connue, qui utilise le mouvement de l'air provoqué par le mouvement des vagues à travers un tube vertical. Principe développé par Alan Wells.

Le choix du type de turbine le plus adapté est fait par le calcul de la vitesse spécifique notée « ns ».

## Histoire

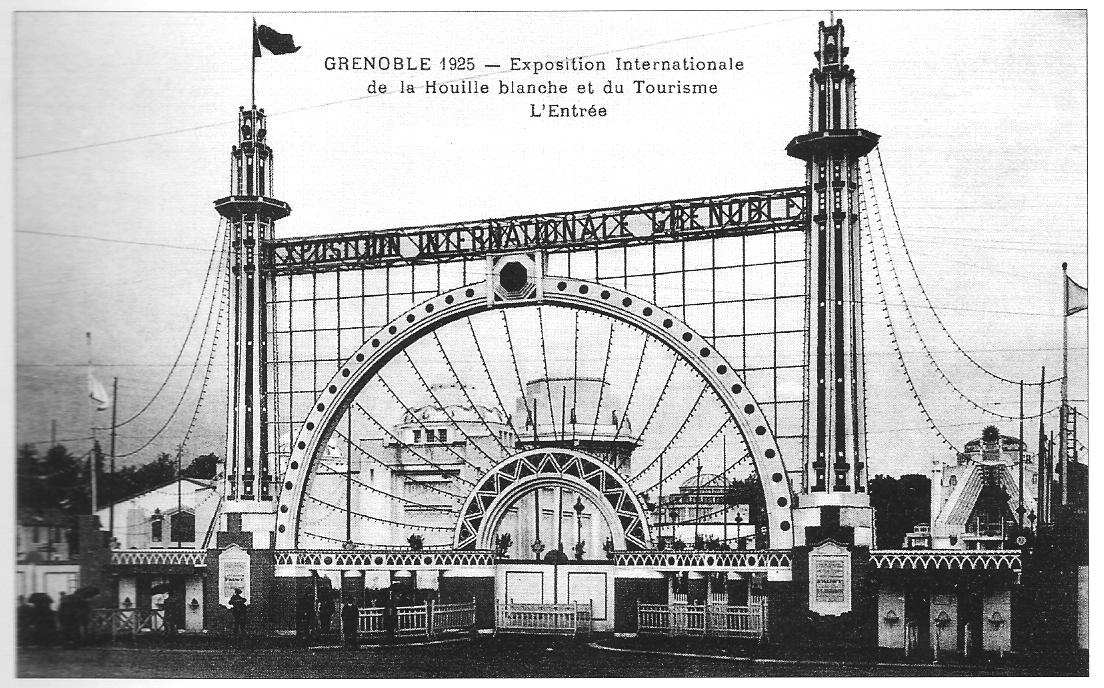
Entrée monumentale de l'exposition de 1925.

Les êtres humains se servent de moulins à eau actionnés par des roues à aubes pour moudre le blé depuis plus de deux mille ans. Les industries horlogère et papetière des Alpes y ont beaucoup eu recours du fait de l'abondance des torrents descendant jusque dans les vallées. Au XIXe siècle, les roues à aubes sont utilisées pour produire de l'électricité puis, sont remplacées par les turbines.
En 1869, l'ingénieur Aristide Bergès l'utilise sur une chute de deux cents mètres à Lancey pour faire tourner ses défibreurs, râpant le bois afin d'en faire de la pâte à papier. Il parle de « houille blanche » en 1878 à Grenoble, puis à la foire de Lyon en 1887 et lors de l'Exposition universelle de 1889.
Dès les années 1900, les progrès technologiques de l'hydroélectricité suisse sont à l'origine d'intenses spéculations boursières sur les sociétés hydroélectriques, qui profitent aux implantations industrielles dans les Alpes.
Dans les années 1920, une rapide expansion de l'électricité voit le jour en France, avec une multiplication par huit de la production d'électricité hydraulique grâce aux premiers barrages.
En 1925, Grenoble organise l'Exposition internationale de la houille blanche.

## Centrales hydroélectriques

Schéma en coupe d'un barrage hydroélectrique.
A : réservoir,
B : centrale électrique,
C : turbine,
D : générateur,
E : vanne,
F : conduite forcée,
G : lignes haute tension,
H : rivière

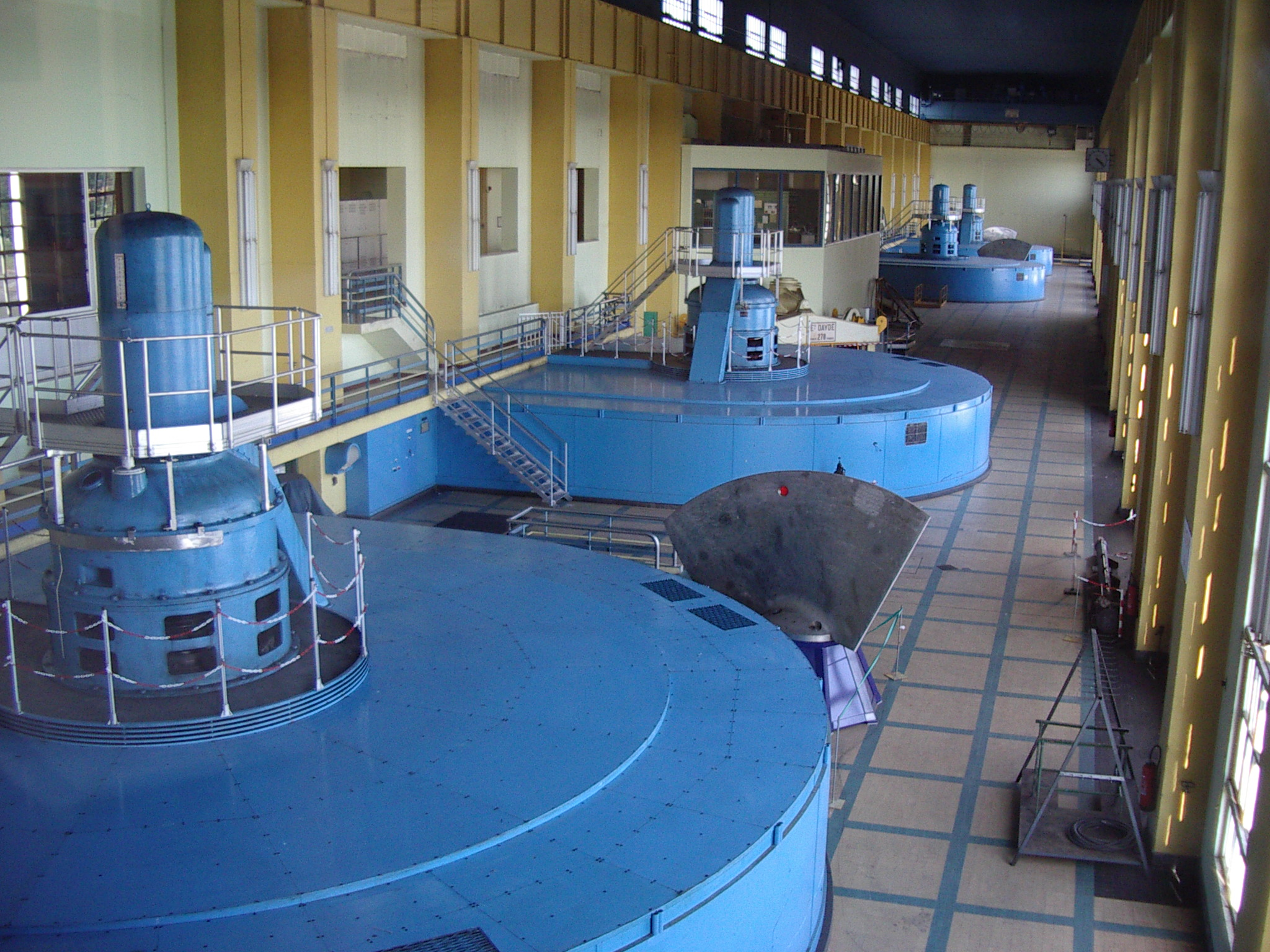
Salle des machines de la centrale hydroélectrique de Fessenheim. Les générateurs sont peints en bleu.

Il existe trois formes principales de production d'énergie hydroélectrique :
- les centrales dites gravitaires, ainsi nommées car les apports d'eau dans leur réservoir ou leur prise d'eau sont essentiellement issus de cours d'eau par gravitation, telles que les centrales au fil de l'eau ou les centrales hydroélectriques de lac ;
- les stations de transfert d'énergie par pompage (S-T-E-P), aussi connues sous l'appellation « centrales hydrauliques à réserve pompée » ou « centrale de pompage-turbinage », dans lesquelles des turbines réversibles pompent l'eau d'un bassin inférieur vers un bassin supérieur. Elles comprennent aussi fréquemment une partie gravitaire. Le transfert est un transfert temporel (pompage durant le creux de la demande à partir d'électricité produite par des équipements de base et production d'électricité par turbinage durant la pointe, en substitution ou en complément à celle, plus coûteuse, des équipements de pointe) ;
- les usines marémotrices, qui utilisent l'énergie du mouvement des mers, qu'il s'agisse du flux alterné des marées (marémotrice au sens strict), des courants marins permanents (hydroliennes au sens strict) ou du mouvement des vagues.

### Centrales gravitaires
Les centrales gravitaires sont celles mettant à profit l'énergie potentielle liée à la dénivellation entre le réservoir et la centrale. On peut classer les centrales selon trois types de fonctionnement, déterminant un service différent pour le système électrique. Ce classement se fait en fonction de la constante de vidage, qui correspond au temps théorique qui serait nécessaire pour vider la réserve en turbinant à la puissance maximale.

#### Classement par type de fonctionnement
On distingue ainsi :
- les centrales au fil de l'eau, dont la constante de vidage est généralement inférieure à deux heures ;
- les centrales « éclusées », dont la constante de vidage est comprise entre deux et deux cents heures ;
- les « lacs » (ou « réservoirs »), dont la constante de vidage est supérieure à deux cents heures.

Les centrales au fil de l'eau, principalement installées dans des zones de plaines, présentent pour ces raisons des retenues de faible hauteur. Elles utilisent le débit du fleuve tel qu'il se présente, sans capacité significative de modulation par stockage. Elles fournissent une énergie en base très peu coûteuse. Elles sont typiques des aménagements réalisés sur les fleuves importants tel que le Rhône et le Rhin.
Les centrales « éclusées » présentent des lacs plus importants, leur permettant une modulation dans la journée voire la semaine. Leur gestion permet de suivre la variation de la consommation sur ces horizons de temps (pics de consommation du matin et du soir, différence entre jours ouvrés et weekend, etc.). Elles sont typiques des aménagements réalisés en moyenne montagne.
Les « centrales-lacs » correspondent aux ouvrages présentant les réservoirs les plus importants. Ceux-ci permettent un stockage saisonnier de l'eau, et une modulation de la production pour passer les pics de charge de consommation électrique : l'été pour les pays où la pointe de consommation est déterminée par la climatisation, l'hiver pour ceux où elle est déterminée par le chauffage. Ces centrales sont typiques des aménagements réalisés en moyenne et haute montagne.
Les deux derniers types de lacs permettent par rétention de l'eau un certain stockage d'énergie (énergie potentielle de chute) utile pour adapter la production aux besoins du système électrique.

#### Classement par type de remplissage
Il est également possible de classer les centrales en fonction des caractéristiques de remplissage de leur réservoir qui conditionne l'usage électrique qui peut en être fait.
Par exemple, le remplissage de certains réservoirs peut statistiquement être obtenu de façon hebdomadaire, saisonnière, annuelle, voire pluriannuelle, dans le cas de très grandes étendues d'eau comme le réservoir de Caniapiscau, créé dans le cadre du projet de la Baie-James, au Québec. Il est évident que la vitesse de remplissage a un impact direct sur la flexibilité d'utilisation.

#### Classement par hauteur de chute
Enfin, on peut classer les ouvrages en fonction de leur hauteur de chute, c'est-à-dire de la différence d'altitude entre le miroir théorique du réservoir plein et la turbine. Cette hauteur de chute détermine les types de turbines utilisées.
On distingue ainsi :
- les hautes chutes (supérieures à 200 m)
- les moyennes chutes (entre 50 et 200 m)
- les basses chutes (inférieures à 50 m)

Entre ces trois types de classement, il n'existe pas d'équivalence stricte mais une forte corrélation :
- Les centrales au fil de l'eau ont des apports dépendant du régime du cours d'eau, et de faibles hauteurs de chute ;
- les éclusées ont un remplissage quotidien ou hebdomadaire influencé par la saison (saison de crues) et des hauteurs de chute moyenne, plus rarement haute ;
- les lacs ont des remplissages en général saisonniers (fonte des neiges ou saison des pluies) et des hauteurs de chutes importantes.

#### Variabilité de la production
La production d'une centrale hydroélectrique est tributaire des apports des cours d'eau qui l'alimentent, fluctuant selon les saisons et d'une année à l'autre en fonction des précipitations. Ainsi, la production hydroélectrique du Brésil a reculé de 16 % entre 2011 et 2015 du fait d'une série d'années de sécheresse, malgré la mise en service de plusieurs nouveaux barrages ; en 2021, elle a connu une nouvelle chute de 8,5 %, suivie en 2022 d'une hausse de 17,7 %. En Espagne, des variations encore plus extrêmes sont observées : +67 % en 2003, +56,1 % en 2010, -27,7 % en 2011, -26,6 % en 2012, +69,9 % en 2013 ; -47,1 % en 2017, +74,7 % en 2018, -27 % en 2019 et +26,5 % en 2020, -32,7 % en 2022 et +40,6 % en 2023.
Les réservoirs des centrales de lac constituent un moyen de stockage qui peut contribuer à la compensation du caractère saisonnier des précipitations ainsi que de la demande. Ils n'ont que rarement un volume suffisant pour compenser les variations interannuelles.

### Stations de transfert d'énergie par pompage

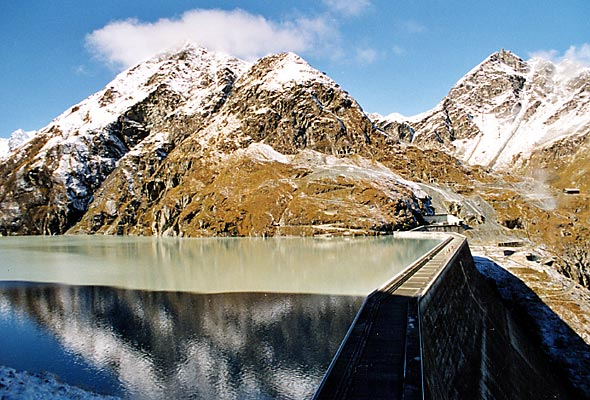
Mesurant 285 mètres de haut, la Grande Dixence est le plus haut barrage poids du monde (Valais, Suisse).

Les stations de transfert d'énergie par pompage (STEP), en plus de leur production d'énergie à partir de l'écoulement naturel, comportent un mode pompage permettant de stocker l'énergie produite par d'autres types de centrales lorsque la consommation est inférieure à la production, par exemple la nuit, pour la redistribuer, en mode turbinage, lors des pics de consommation.
Ces centrales possèdent deux bassins, un bassin supérieur et un bassin inférieur entre lesquels est placée une machine hydroélectrique réversible : la partie hydraulique peut fonctionner aussi bien en pompe, qu'en turbine et la partie électrique aussi bien en moteur qu'en alternateur (machine synchrone). En mode accumulation la machine utilise la puissance disponible sur le réseau pour remonter l'eau du bassin inférieur vers le bassin supérieur et en mode production la machine convertit l'énergie potentielle gravitationnelle de l'eau en électricité.
Le rendement (rapport entre électricité consommée et électricité produite) est de l'ordre de 82 %.
Ce type de centrale présente un intérêt économique lorsque les coûts marginaux de production varient significativement sur une période de temps donnée (le jour, la semaine, la saison, l'année, etc.). Elles permettent en effet de stocker de l'énergie gravitaire, dans les périodes où ces coûts sont bas, pour en disposer dans les périodes où ils sont élevés.
C'est par exemple le cas s'il existe des variations récurrentes importantes de la demande (entre été et hiver, jour ou nuit, etc.), des productions « fatales » en quantité importante, qui seraient sinon perdues (énergie éolienne) ou des productions d'énergie en base faiblement modulables (charbon, hydraulique de fil de l'eau).

### Centrales maritimes

#### Marémotrices

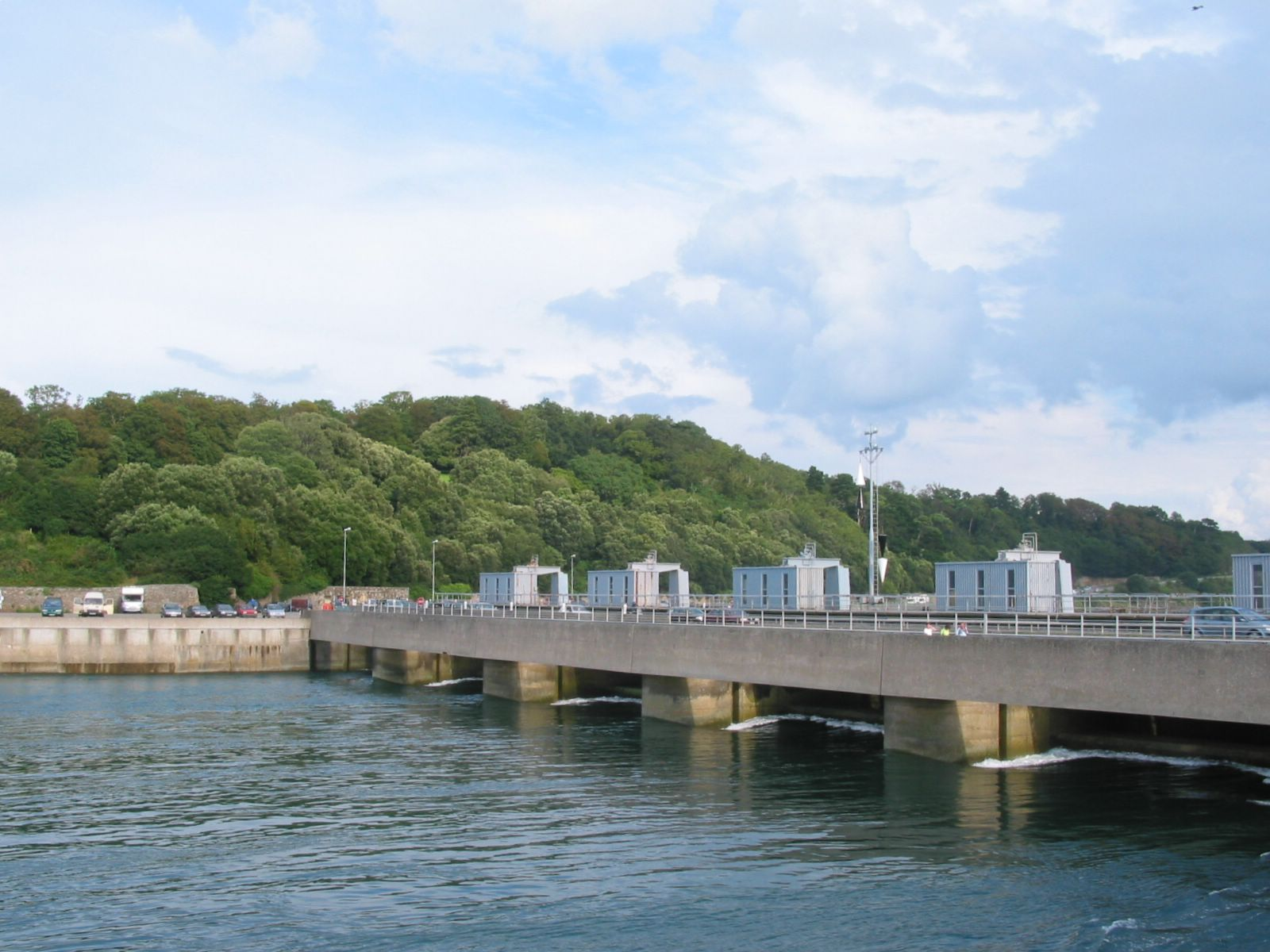
Usine marémotrice de la Rance en Bretagne (France).

Une usine marémotrice est une centrale hydroélectrique qui utilise l'énergie des marées pour produire de l'électricité. L'usine marémotrice de la Rance mise en service en 1966, pour pallier la faible production d'électricité en Bretagne, en est un exemple.

#### Énergie des vagues
Le Japon s’est intéressé le premier aux ressources de la houle à partir de 1945, suivi par la Norvège et le Royaume-Uni[réf. souhaitée].
Au début du mois d’août 1995, l’Ocean Swell Powered Renewable Energy (OSPREY), la première centrale électrique utilisant l’énergie des vagues, est installée au nord de l’Écosse. Le principe est le suivant : les vagues pénètrent dans une sorte de caisson immergé, ouvert à la base, poussent de l’air dans les turbines qui actionnent les alternateurs générant l'électricité. Cette dernière est ensuite transmise par câble sous-marin à la côte, distante d’environ 300 mètres. La centrale avait une puissance de 2 MW, mais cet ouvrage, endommagé par les vagues, a été anéanti par la queue de l'ouragan Felix en 2007. Ses créateurs ne se découragent pas, et une nouvelle machine, moins chère et plus performante, est actuellement mise au point[Quand ?]. Elle doit permettre de fournir de l'électricité aux petites îles qui en manquent et, d'alimenter une usine de dessalement de l'eau de mer.

#### Hydroliennes
Un projet de la société britannique Marine Current Turbines (en) a prévu de mettre en œuvre des hydroliennes qui utilisent les courants marins de manière similaire à une hélice de bateau pour produire de l'électricité.

### Solaire flottant
L'installation de centrales solaires photovoltaïques flottantes sur les plans d'eau des barrages hydroélectriques se développe rapidement : leur puissance installée est passée de 70 MWc en 2015 à 1 300 MWc en 2020. Leur potentiel mondial est estimé entre 3 et 7,6 TWc sur les 400 000 km2 des réservoirs artificiels. Les panneaux solaires flottants réduisent l'évaporation de l'eau des réservoirs ; des réductions allant jusqu'à 60 % ont été observées : le productible des barrages est donc significativement amélioré. Les centrales solaires flottantes bénéficient des connexions au réseau déjà installées pour la centrale hydroélectrique. La région Asie-Pacifique compte 1 342 MWc en fonctionnement ou en construction fin 2022, suivie par l'Afrique (600 MWc), l'Amérique latine (382 MWc) et l'Europe (26 MWc). Le Brésil a 350 MWc de centrales solaires flottantes en fonctionnement, l'Ouganda 600 MWc, l'Inde 600 MWc ; 145 MWc sont en construction en Indonésie ; le Laos a 240 MWc en projet et le Pakistan 150 MWc.

## Statistiques de production et de puissance installée

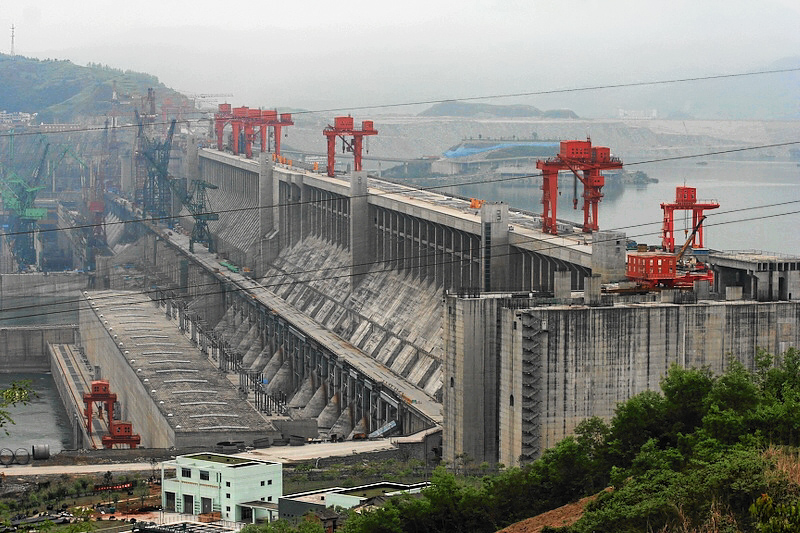
Le barrage des Trois-Gorges, dans la province du Hubei en Chine, est le plus grand barrage ainsi que la plus puissante centrale électrique au monde.

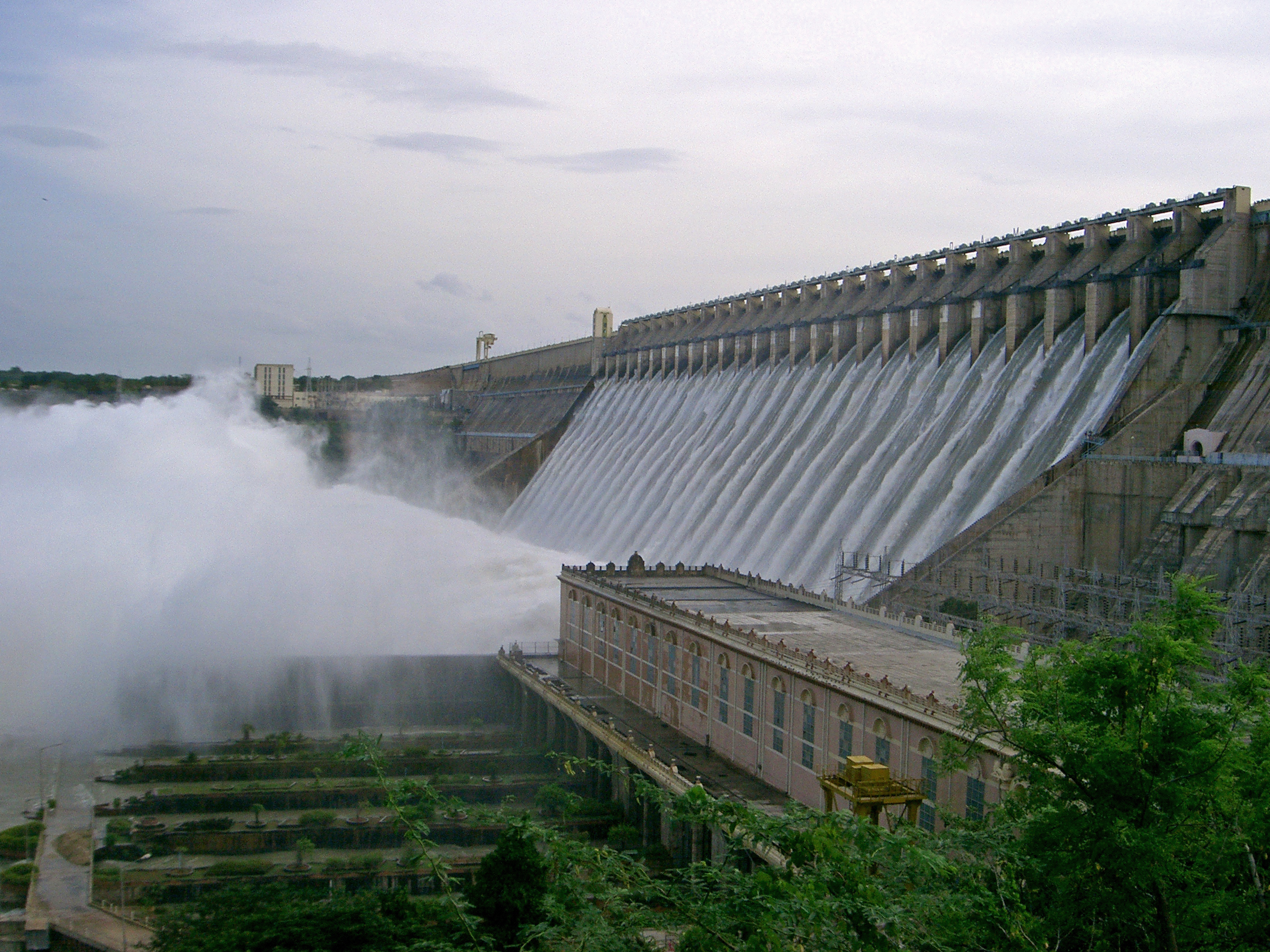
Barrage Nâgârjuna Sâgar et son usine hydroélectrique de 810 MW sur le fleuve Krishna.

L'eau, qui est la source de l’énergie hydroélectrique, est stockable : la production d’électricité peut donc, dans le cas des aménagements hydroélectriques dotés d'un réservoir (et non dans le cas de l'hydroélectricité au fil de l'eau), être stockée pendant les heures creuses pour être utilisée en pointe, c’est-à-dire quand la demande est la plus forte sur le réseau public de distribution électrique ; elle peut aussi être stockée pendant les week-ends pour être turbinée en semaine, ou encore stockée au printemps pendant la fonte des neiges pour être turbinée en hiver. La production d'hydroélectricité est limitée par le débit et les réserves d'eau disponibles ; ces réserves dépendent du climat, des pompages réalisés en amont des retenues (par exemple pour l'irrigation) et de la taille des retenues d’eau (barrages).
L'Association internationale de l'hydroélectricité (IHA) estime la production hydroélectrique mondiale de l'année 2024 à 4 578 TWh, en progression d'environ 10 %, et la puissance hydroélectrique installée dans le monde à 1 443 GW fin 2024, en hausse de 1,7 %, dont 189 GW de pompage-turbinage (+5 %). Les nouvelles installations sont estimées à 24,6 GW, dont 8,4 GW de pompage-turbinage.
La part de l'hydroélectricité dans la production électrique mondiale en 2024 est estimée par l'Energy Institute à 14,2 % et sa part dans la production d'électricité renouvelable à 45,1 %. Sa production a progressé de 4,5 % en 2024 et de 11,4 % depuis 2014.
La puissance hydroélectrique installée dans le monde atteignait 1 443 GW fin 2024, dont 1 254 GW d'hydroélectricité conventionnelle, en progression de 16,2 GW (+1,1 %), et 189 GW de pompage-turbinage, en progression de 8,4 GW (+4,7 %). L'Afrique a installé 4,5 GW, soit plus du quart du total conventionnel, la région Asie orientale-Pacifique a représenté près de 60 % des ajouts : 14,66 GW, dont la quasi-totalité en Chine (14,41 GW), pour plus de moitié du pompage-turbinage : 7,75 GW. 
L'Asie orientale-Pacifique domine le classement par puissance installée avec 577 GW, soit 40 % du total mondial, devant l'Europe (263 GW, 18,2 %), l'Amérique du Nord et Centrale (207 GW, 14,3 %), l'Amérique du Sud (183 GW, 12,7 %), l'Asie du Sud et Centrale (167 GW, 11,6 %) et l'Afrique (47 GW, 3,3 %). La production hydroélectrique se répartit entre l'Asie orientale-Pacifique (1 804 TWh, 39,4 %), l'Amérique du Sud (725 TWh, 15,8 %), l'Europe (680 TWh, 14,9 %), l'Amérique du Nord et Centrale (637 TWh, 13,9 %), l'Asie du Sud et Centrale (564 TWh, 12,3 %) et l'Afrique (167 TWh, 3,6 %). 
La puissance installée des centrales de pompage-turbinage atteint 189,4 GW, dont 58,69 GW en Chine (31 %), 27,47 GW au Japon (14,5 %) et 22,27 GW aux États-Unis (11,8 %) ; ces trois pays rassemblent 57,3 % du total mondial. La part de l'Europe (56,1 GW) est de 29,6 %.
Toujours en 2024, les projets en cours de construction ou en développement étaient estimés à 477 GW, dont 160 GW dans la région Asie orientale-Pacifique, 117 GW en Asie du Sud et Centrale, 117 GW en Afrique, 71 GW en Amérique du Sud, 5 GW en Amérique du Nord et Centrale et 7 GW en Europe. Le potentiel restant au-delà de ces projets est estimé à 1 782 GW, dont 341 GW dans la région Asie orientale-Pacifique, 303 GW en Asie du Sud et Centrale, 487 GW en Afrique, 221 GW en Amérique du Sud, 355 GW en Amérique du Nord et Centrale et 75 GW en Europe. De plus, 600 GW de projets de pompage-turbinage sont en développement. Les projets conventionnels en cours de construction s'élèvent à 105 GW et 69 GW supplémentaires ont reçu leurs autorisations. Par ailleurs, 105 GW de projets de pompage-turbinage sont en construction, dont 90 GW en Chine et 4,5 GW en Inde, pays qui s'est fixé un objectif de 26 GW de pompage-turbinage en 2032.
| Région | Puissance totale fin 2024 (GW) | dont pompage-turbinage GW | Ajouts 2024 GW, | Production 2024 (TWh) | Part prod.mond. 2024 | Part élec.pays 2024 |
| Afrique | 47,3                           | 3,73                      | 4,51            | 167                   | 3,6 %                | 17,6 %              |
| Asie méridionale et centrale | 166,6                          | 7,71                      | 4,01            | 564                   | 12,3 %               |                     |
| Asie orientale et Pacifique | 576,6                          | 98,43                     | 14,66           | 1 804                 | 39,4 %               | 12,1 %              |
| Europe | 262,8                          | 56,10                     | 0,54            | 680                   | 14,9 %               | 18,0 %              |
| Amérique du Nord et centrale | 207,5                          | 22,44                     | 0,54            | 637                   | 13,9 %               | 10,8 %              |
| Amérique du Sud | 182,6                          | 0,99                      | 0,31            | 725                   | 15,8 %               | 48,8 %              |
| Monde | 1 443                          | 189                       | 24,6            | 4 578                 | 100 %                | 14,2 %              |
| Principaux pays producteurs |                                |                           |                 |                       |                      |                     |
| Chine | 435,95                         | 58,69                     | 14,41           | 1 354,3               | 30,4 %               | 13,4 %              |
| Brésil | 109,98                         | 0,02                      | 0,07            | 413,2                 | 9,3 %                | 55,4 %              |
| Canada | 84,30                          | 0,18                      | 0,36            | 343,2                 | 7,7 %                | 53,9 %              |
| États-Unis | 102,10                         | 22,27                     | 0,21            | 238,7                 | 5,4 %                | 5,2 %               |
| Russie | 54,33                          | 1,38                      | -               | 210,5                 | 4,7 %                | 17,4 %              |
| Inde | 52,07                          | 4,75                      | 0,17            | 156,5                 | 3,5 %                | 7,7 %               |
| Norvège | 33,91                          | 1,40                      | 0,05            | 139,6                 | 3,1 %                | 88,3 %              |
| Viêt Nam | 23,06                          | -                         | -               | 88,7                  | 2,0 %                | 29,2 %              |
| Japon | 49,66                          | 27,47                     | 0,01            | 79,4                  | 1,8 %                | 7,8 %               |
| Turquie | 32,77                          | -                         | 0,24            | 74,9                  | 1,7 %                | 21,2 %              |
| Venezuela | 18,37                          | -                         | -               | 72,8                  | 1,6 %                | 87,4 %              |
| France | 20,38                          | 5,05                      | 0,01            | 70,9                  | 1,6 %                | 12,6 %              |
| Suède | 16,40                          | 0,10                      | -               | 64,6                  | 1,5 %                | 37,5 %              |
| Italie | 22,09                          | 7,26                      | -               | 55,2                  | 1,2 %                | 20,3 %              |
| Colombie | 13,22                          | -                         | 0,01            | 54,5                  | 1,2 %                | 56,9 %              |
| Paraguay | 8,81                           | -                         | -               | 52,8                  | 1,2 %                | 100 %               |
| Suisse | 17,53                          | 4,05                      | -               | 44,9                  | 1,0 %                | 55,9 %              |
| Autriche | 11,94                          | 3,51                      | 0,03            | 44,8                  | 1,0 %                | 53,8 %              |
| Pakistan | 10,63                          | -                         | 0,88            | 39,0                  | 0,9 %                | 29,2 %              |
| Laos | 9,76                           | -                         | 0,004           | 38,7                  | 0,9 %                | 75,9 %              |
| Malaisie | 6,30                           | -                         | 0,04            | 34,4                  | 0,8 %                | 16,1 %              |
| Espagne | 22,75                          | 5,65                      | -               | 34,4                  | 0,8 %                | 12,0 %              |
| Pérou | 5,51                           | -                         | -               | 32,0                  | 0,7 %                | 50,5 %              |
| Argentine | 11,14                          | 0,97                      | -               | 29,7                  | 0,7 %                | 19,5 %              |
| Nouvelle-Zélande | 5,41                           | -                         | -               | 23,8                  | 0,5 %                | 52,9 %              |
| Indonésie | 6,57                           | -                         | -               | 26,5                  | 0,5 %                | 7,1 %               |
| Chili | 7,57                           | -                         | -               | 26,5                  | 0,6 %                | 29,1 %              |
| Équateur | 5,42                           | -                         | 0,23            | 22,6                  | 0,5 %                | 65,7 %              |
| Mexique | 12,61                          | -                         | -               | 23,5                  | 0,5 %                | 6,6 %               |
| Iran | 13,29                          | 1,04                      | 0,10            | 18,9                  | 0,4 %                | 4,8 %               |
| Source des données : International Hydropower Association pour les puissances et la production par région, Energy Institute pour la production par pays. |                                |                           |                 |                       |                      |                     |

| Rang                                                                                | Pays        | 1990  | 2000  | 2010  | 2020    | 2021  | 2022    | 2023     | 2024*   | Variation 2024/1990 | % en 2024 |
| ----------------------------------------------------------------------------------- | ----------- | ----- | ----- | ----- | ------- | ----- | ------- | -------- | ------- | ------------------- | --------- |
| 1                                                                                   | Chine       | 126,7 | 222,4 | 722,2 | 1 355,2 | 1 339 | 1 352,2 | 1 226,0* | 1 354,3 | x10,7               | 30,4 %    |
| 2                                                                                   | Brésil      | 206,7 | 304,4 | 403,3 | 396,4   | 362,8 | 427,1   | 426,0    | 413,2   | +100 %              | 9,3 %     |
| 3                                                                                   | Canada      | 296,8 | 358,6 | 351,5 | 386,6   | 384,0 | 397,7   | 360,7    | 343,2   | +15,6 %             | 7,7 %     |
| 4                                                                                   | États-Unis  | 289,0 | 280,0 | 286,3 | 308,2   | 274,1 | 279,1   | 263,8    | 241,4   | −16,5 %             | 5,4 %     |
| 5                                                                                   | Russie      | 165,9 | 165,4 | 168,4 | 214,4   | 216,4 | 199,4   | 200,9*   | 210,5   | +26,9 %             | 4,7 %     |
| 6                                                                                   | Inde        | 71,7  | 74,5  | 124,9 | 160,9   | 162,4 | 173,7   | 149,4*   | 156,5   | +118,3 %            | 3,5 %     |
| 7                                                                                   | Norvège     | 121,4 | 142,3 | 117,2 | 142,5   | 144,4 | 129,4   | 138,0    | 139,6   | +15,0 %             | 3,1 %     |
| 8                                                                                   | Vietnam     | 5,4   | 14,6  | 27,5  | 72,9    | 78,6  | 95,9    | 91,4*    | 88,7    | x16,4               | 2,0 %     |
| 9                                                                                   | Japon       | 97,0  | 96,8  | 90,7  | 87,5    | 88,8  | 86,0    | 86,1     | 79,4    | −18,1 %             | 1,8 %     |
| 10                                                                                  | Turquie     | 23,1  | 30,9  | 51,8  | 78,1    | 55,9  | 66,8    | 63,8     | 74,9    | +224 %              | 1,7 %     |
| 11                                                                                  | Venezuela   | 37,0  | 62,9  | 76,8  | 62,5    | 65,7  | 64,5    | 65,6*    | 72,8    | +96,8 %             | 1,6 %     |
| 12                                                                                  | France      | 57,4  | 71,1  | 67,5  | 67,1    | 64,0  | 51,0    | 60,7     | 70,9    | +23,5 %             | 1,6 %     |
| 13                                                                                  | Suède       | 73,0  | 78,6  | 66,5  | 72,4    | 73,9  | 70,0    | 66,3     | 64,6    | −11,5 %             | 1,5 %     |
| 14                                                                                  | Italie      | 35,1  | 50,9  | 54,4  | 49,5    | 47,5  | 30,3    | 42,0     | 55,2    | +57,3 %             | 1,2 %     |
| 15                                                                                  | Colombie    | 27,5  | 32,1  | 40,4  | 50,0    | 62,3  | 62,2    | 57,2     | 54,5    | +98,2 %             | 1,2 %     |
|                                                                                     | Total monde | 2 195 | 2 703 | 3 545 | 4 470   | 4 419 | 4 477   | 4 260,8* | 4 452,9 | +102,9 %            | 100 %     |
| Sources : Agence internationale de l'énergie ; * estimations de l'Energy Institute. |             |       |       |       |         |       |         |          |         |                     |           |

2022 est la première année depuis 2016 où les additions dépassent 34 GW. 70 % de ces ajouts ont été réalisés en Chine : 24 GW ; les autres pays ayant installé de nouvelles capacités sont le Laos (plus d'1 GW), le Pakistan (720 MW), l'Inde (180 MW), le Canada (plus d'1 GW), la Colombie (618 MW), le Chili (477 MW), l'Afrique (près de 2 GW), l'Europe (près de 3 GW). Les centrales de pompage-turbinage totalisent 175 GW de puissance installée, en progression de 6 %, et les nouvelles installations en 2022 ont atteint 10,5 GW (4,7 GW en 2021), dont 8 GW en Chine.
En 2019, les ajouts de nouvelles capacités ont atteint 15,6 GW, contre 21,8 GW en 2018. Les pays ayant installé les plus importantes capacités sont le Brésil : 4,92 GW, la Chine : 4,17 GW et le Laos : 1,89 GW.
Selon The World Factbook, l'hydraulique représentait 17 % de la puissance installée électrique mondiale en 2020.
La part de l'énergie hydroélectrique dans la production est moindre que sa part dans la puissance installée : 14,2 % de la production électrique mondiale en 2023 (contre 18,4 % en 1990), mais elle joue un rôle particulièrement important pour assurer l’équilibre instantané entre la production et la consommation d’électricité ; en effet, l'énergie hydroélectrique est, grâce à sa souplesse (mobilisable en quelques minutes), une variable d'ajustement indispensable car l'énergie électrique se stocke très difficilement en quantité importante.

## Coût de l'hydroélectricité
Malgré des coûts de mise en œuvre généralement élevés, les coûts de maintenance sont raisonnables, les installations sont prévues pour durer longtemps, il n'y a pas de coût de combustible et l'énergie de l'eau est renouvelable si elle est bien gérée. Le coût du kWh varie dans des proportions considérables selon les caractéristiques de l'aménagement réalisé ; celui des barrages géants sur les grands fleuves peut être extrêmement bas, attirant les industries électro-intensives telles que l'aluminium ; mais des centrales à coûts élevés peuvent être très rentables du fait de leur souplesse de fonctionnement et de leur capacité de régularisation de la production globale.

## Environnement
L'hydroélectricité est considérée comme une énergie renouvelable, à la différence du pétrole ou du gaz naturel.
Certaines recherches émettent des doutes sur le bilan en gaz à effet de serre des systèmes hydroélectriques. L'activité bactériologique dans l'eau des barrages, surtout en régions tropicales, relâcherait d'importantes quantités de méthane (gaz ayant un effet de serre 20 fois plus puissant que le CO2). Dans les projets de barrages, la production d'hydroélectricité est fréquemment complémentaire, d'autres finalités telles que la maîtrise des crues et de leurs conséquences, l'amélioration de la navigabilité d'un cours d'eau, l'alimentation en eau de canaux, la constitution de stocks d'eau pour l'irrigation, le tourisme…
Depuis la création du barrage des Trois Gorges sur le fleuve Yangzi en Chine en 2014, ce pays est leader en matière de production d'hydroélectricité, en Asie, mais aussi en Afrique et en Amérique du Sud. Les enjeux économiques de telles constructions, ainsi que la lutte contre le réchauffement climatique, se trouvent l’emporter sur les autres enjeux écologiques.

### Impacts environnementaux et humains
Les impacts environnementaux varient avec le type et la taille de la structure mise en place : ils sont faibles s'il s'agit d’exploiter les chutes d’eau naturelles, les courants marins, les vagues, mais ils deviennent très importants s'il s’agit de créer des barrages et des retenues d'eau artificielles. Dans ce dernier cas, on critique généralement la disparition de terres agricoles et de villages (entraînant des déplacements de population) ainsi que la perturbation du déplacement de la faune (pas seulement aquatique) et, globalement, de tout l'écosystème environnant.
Quelques exemples notables d'impact environnemental majeur sont :
- la destruction de la Cascade des Sept Chutes, à la frontière entre le Brésil et le Paraguay, en 1982 par le barrage d'Itaipu. Aujourd'hui deuxième, il s'agissait du plus grand barrage au monde lors de son entrée en service. Deux semaines ont suffi pour que les retenues d'eau artificielles du barrage submergent la région des chutes. Le Gouvernement fédéral du Brésil a ensuite fait dynamiter les monts qui restaient hors de l'eau, détruisant ainsi l'une des principales merveille naturelles du monde ;
- le déplacement de populations pour construire le plus grand barrage de Chine aux Trois Gorges constitue un cas de migrations forcées de grande ampleur[15] ;
- le projet de barrage de Belo Monte est très vivement critiqué par des Amérindiens dont le chef Raoni et par des écologistes car le barrage provoquera la déforestation de 500 km2 de forêt amazonienne[16]. Malgré les critiques, le barrage est opérationnel[17] ;
- en Indonésie, le projet hydroénergie de Batang Toru est contesté en raison de la menace qu'il constitue pour la seule population existante d'orangs-outans de Tapanuli, classée en danger critique d'extinction[18] ;
- selon la Commission internationale des grands barrages, au XXe siècle de 40 à 80 millions de personnes ont été déplacées par la construction des réservoirs. Ce nombre continue à croître car depuis 2000 l’énergie hydroélectrique a connu la plus grande expansion de son histoire[19] (alors que 300 millions de réfugiés climatiques pourraient aussi être déplacés par la montée de la mer dans les décennies à venir selon une prospective mise à jour en 2019[20]) ; situation qui, selon un article d'American Scientist, empirera si l'on compte trop sur l'hydraulique pour remplacer les énergies fossiles et pour atteindre l'objectif de ne pas dépasser 1,5 °C en 2100, ce qui impliquerait de fragmenter et dégrader la plupart des rivières libres de la planète[19]. La plupart des projections du GIEC prévoient que l'hydroélectricité pourrait atteindre de 1 700 à 2 400 gigawatts d'ici 2050 (doublement en 30 ans), ce qui impliquerait d'artificialiser 190 000 kilomètres supplémentaires de cours d'eau (des barrages sont prévus sur tous les grands cours d'eau tropicaux encore libres (Irrawaddy, Salween, Congo et ses principaux affluents et grands affluents de l'Amazone notamment)[19]. La baisse de coût du solaire permettrait de produire plus d'électricité sur une moindre surface[réf. nécessaire], mais de manière intermittente.

### Catastrophes
Outre les conséquences dues aux retenues d'eau comme l'affaissement des deltas, les séismes, des catastrophes peuvent être dues à la construction des ouvrages eux-mêmes. Ainsi, l'effondrement en 2018 d'un barrage sur la rivière Pian, affluent du Mékong, construit, comme de nombreux barrages au Laos, sans réelle étude d'impact, laisse 6 600 personnes sans abri et fait plus d'une centaine de victimes. La catastrophe a eu des répercussions sur les eaux du Mékong, qui a englouti 17 villages au Cambodge.
L'effondrement du barrage de Banqiao en août 1975 a causé un nombre de morts estimé entre 26 000 et 240 000, ce qui en fait la plus grave catastrophe technologique de l'histoire.[réf. souhaitée]